# Dos de la selle
Le dos de la selle (ou lame quadrilatère du sphénoïde) est un relief osseux de la face supérieure du corps du sphénoïde constituant la paroi postérieure de la selle turcique.
Latéralement à ses angles supérieurs se trouvent les processus clinoïdes postérieurs, de taille très variable. Ce sont les points d'insertion de la grande circonférence de la tente du cervelet.
Avec la partie basilaire de l'os occipital, il forme le clivus.

## Galerie

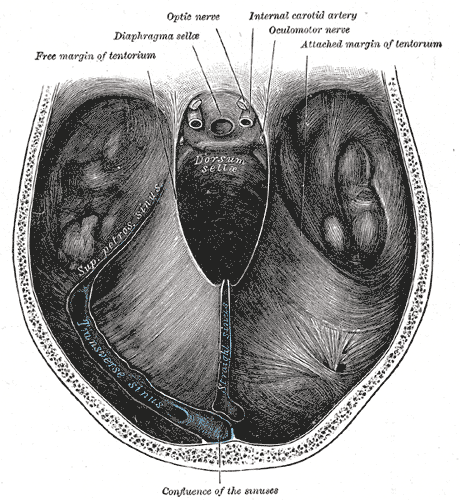
La tente du cervelet (vue supérieure).